# Велчивка
Велчивка (пол. Wełcza (potok), Wełczówka) — річка в Польщі, у Суському повіті Малопольського воєводства. Права притока Скавиці , (басейн Балтійського моря).

## Опис
Довжина річки 6,89 км, найкоротша відстань між витоком і гирлом — 5,49  км, коефіцієнт звивистості річки — 1,26 . Площа басейну водозбору 16,67  км².

## Розташування
Бере початок на південно-східних схилах гори Яловець (1111м) у присілку Кориціна села Завоя (гміна Завоя). Тече переважно на північний схід і у присілку Трибали впадає у річку Скавицю, ліву притоку Скави.